# 2020年東京オリンピックのリトアニア選手団
2020年東京オリンピックのリトアニア選手団（2020ねんとうきょうオリンピックのリトアニアせんしゅだん、リトアニア語: Lietuva 2020 m. Tokijas olimpinėse žaidynėse）は、2021年7月23日から8月8日にかけて日本の首都東京で開催された2020年東京オリンピックのリトアニア選手団、およびその競技結果。

## メダル
| メダル | 選手名                     | 競技     | 種目 | 日付   |
| ------ | -------------------------- | -------- | ---- | ------ |
| 銀     | ラウラ・アサダウスカイテー | 近代五種 | 女子 | 8月6日 |

## 種目別選手

### 近代五種
- ラウラ・アサダウスカイテ（英語版）[1]
- ギンタレ・ヴェンカウスカイテ（英語版）[2]
  - 女子
- ユスティナス・キンデリス（英語版）[2]
  - 男子

### 自転車

#### ロードレース
- ラサ・レレイヴァイテ（英語版）[3]
  - 女子個人ロード

#### トラックレース
- ミグレ・マロザイテ（英語版）
- シモナ・クルペクカイテ（英語版）
  - 女子スプリント